# سارا مايهيو
سارا مايهيو (بالإنجليزية: Sara Mayhew)‏ هي مصممة جرافيك وفنانة أمريكية، ولدت في 16 يوليو 1984 في كيركلاند ليك في كندا.

## وصلات خارجية
- الموقع الرسمي